# Wydział Literaturoznawstwa Uniwersytetu Kazimierza Wielkiego w Bydgoszczy
Wydział Literaturoznawstwa Uniwersytetu Kazimierza Wielkiego w Bydgoszczy – jeden z 9 wydziałów Uniwersytetu Kazimierza Wielkiego w Bydgoszczy.

## Historia
Wydział Literaturoznawstwa powstał 1 października 2019 roku w ramach Kolegium I.

## Kierunki kształcenia
- edytorstwo (studia I stopnia)[2]

## Struktura organizacyjna
| Jednostka                                       | Kierownik                            |
| ----------------------------------------------- | ------------------------------------ |
| Katedra Literatur Anglojęzycznych               | dr hab. Jakub Lipski, prof. UKW      |
| Katedra Literatury Polskiej i Rosyjskiej        | dr hab. Robert Mielhorski, prof. UKW |
| Katedra Literatury Powszechnej i Komparatystyki | prof. dr hab. Lidia Wiśniewska       |
| Zakład Dydaktyki                                | dr hab. Beata Trojanowska, prof. UKW |

## Władze Wydziału
W kadencji 2020–2024:
| Stanowisko                 | Imię i nazwisko                      |
| -------------------------- | ------------------------------------ |
| Dziekan                    | dr hab. Piotr Siemaszko, prof. UKW   |
| Prodziekan ds. kształcenia | dr hab. Beata Trojanowska, prof. UKW |